# Daud Pascha
Daud Pascha (georgisch დაუდ ფაშა, * 1797; † 1851) war der letzte Mamlukenherrscher des Irak im Osmanischen Reich. Nach seiner erfolglosen Rebellion gegen die Zentralmacht wurden 1831 die politischen Vorrechte der Mamluken in der Provinz abgeschafft. Er stammte aus einer Mamlukenfamilie georgischer Abstammung.
Daud Pascha versuchte analog zu Muhammad Ali Pascha, dem Gouverneur von Ägypten, sein Land wirtschaftlich, administrativ und militärisch zu modernisieren. Die politische Bühne beherrschte er mittels Zwangsmaßnahmen. So ließ er zahlreiche Stammesführer ausweisen und durch ihm genehme Kandidaten ersetzen. Seine Feldzüge gegen kurdische Separatisten waren ein Faktor beim Ausbruch des Krieges des Osmanischen Reichs mit Persien von 1821 bis 1823, der mit einer osmanischen Niederlage endete.
Nach einer neuerlichen Niederlage des Reiches im Krieg gegen Russland von 1828 bis 1829 sah Daud Pascha die Zentralmacht als so geschwächt an, dass er eine Rebellion wagte. Er wurde jedoch rasch von einer Expeditionsarmee unter Ali Reza Pascha, dem Gouverneur von Aleppo, geschlagen. Daud wurde abgesetzt und die Mamlukenherrschaft beendet. Daud selbst wurde jedoch rehabilitiert und auf verschiedene untergeordnete Posten berufen. Er starb im Amt des Wächters der Heiligen Stätten in Medina im Hedschas.